# Dietrich Klävemann
Johann Conrad Dietrich Klävemann, auch Johann Conrad Diedrich Klävemann, (* 30. November 1814 in Oldenburg (Oldb); † 11. Dezember 1889 ebenda) war ein deutscher Verwaltungsjurist und Abgeordneter in Oldenburg (Land).

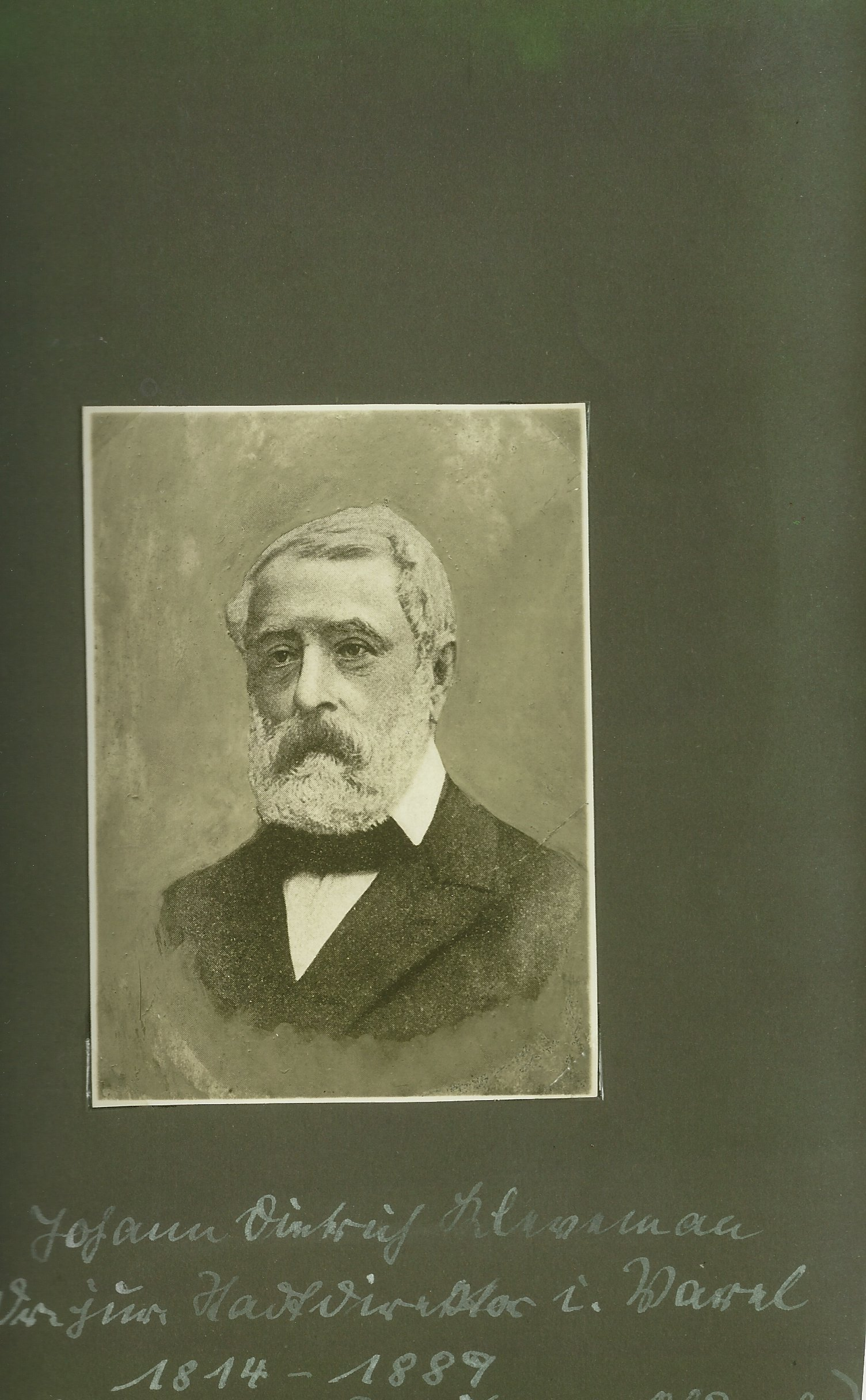

## Leben
Klävemann entstammte einer alten Oldenburger Familie, die 1311 erstmals urkundlich erwähnt wurde. Er war der zweit-jüngste Sohn des Älter- und Kaufmanns Johann Dietrich Klävemann (1769–1857) und dessen zweiter Ehefrau Susanne geb. Freye. Sein Bruder war der Kaufmann und langjährige oldenburgische Stadtrat Carl Klävemann.
Klävemann besuchte die Vorschule und das Alte Gymnasium Oldenburg; das Abitur machte er aber am Großherzoglichen Gymnasium in Eutin, das 1803 mit dem Fürstentum Lübeck zum Großherzogtum Oldenburg gekommen war. Er studierte Rechtswissenschaft an der Ruprecht-Karls-Universität Heidelberg, der Georg-August-Universität Göttingen und der Universität Jena. Er war Mitglied des Corps Guestphalia Heidelberg (1833) und des Corps Friso-Oldenburgia Göttingen (1835). Die Friedrich-Wilhelms-Universität zu Berlin promovierte ihn zum Dr. iur. Danach studierte er ein Jahr als begleitendes Fach Musik bei dem Musikwissenschaftler und Komponisten Adolph Bernhard Marx.
Nachdem er 1842 die Staatsprüfung abgelegt hatte, trat er in die großherzoglich oldenburgische Verwaltung. Als Auditor kam er nach Burhave (1843) und Westerstede (1845). Amtsauditor war er in Ganderkesee (1846) und Brake (1849). Nachdem er die Assessorprüfung bestanden hatte, wurde er 1851 Staatssyndikus in Oldenburg. Nach drei Jahren als Verwaltungschef in Löningen wurde er am 28. Juli 1859 zum Stadtdirektor von Varel gewählt. In diesem neuen Tätigkeitsfeld legte er die Verwaltung Varels – vor allem die Vermögens- und Lastenverteilung zwischen der Stadt- und der Landgemeinde Varel – von Grund auf neu fest. Weiterhin trat er in der Anlage neuer Straßen und Plätze hervor und sicherte den Anschluss Varels an die noch zu bauende Bahnstrecke Oldenburg–Wilhelmshaven vertraglich ab. In seiner Amtszeit erhielt Varel 1861 eine öffentliche Gasbeleuchtung.
Klävemann trat in Varel auch mit eigenen Mitteln als Förderer der Stadt hervor, finanzierte unter anderem eine Kleinkinderbewahranstalt und betreute den Vareler Singverein, dessen Dirigent er in den 60er und 70er Jahren war. Nach seiner Pensionierung im Jahre 1880 siedelte er in das Haus seiner Eltern nach Oldenburg über, wo er sich hauptsächlich mit der Verwaltung seines Vermögens und seines umfangreichen Waldbesitzes befasste. Auch hier spielte er als aktives Mitglied eine führende Rolle im Oldenburger Singverein und komponierte Lieder, Streichquartette, Klaviersonaten sowie Choräle.
Von 1849 bis 1863 wurde er mit Unterbrechungen in den Oldenburgischen Landtag gewählt. Er war Mitglied der Oldenburger Casino-Gesellschaft.
Wie sein Bruder, der Oldenburger Ratsherr Carl Hermann Klävemann, unverheiratet geblieben, vermachte er der Klävemann-Stiftung Oldenburg 150.000 Mark und ein 5 Hektar großes Grundstück.

## Ehrungen
- Ehrenbürger von Varel (1882)[1]

## Werke (Auswahl)

### Schriften
- An die Liedertafeln in Norddeutschland. Oldenburg 1844. (Rezension in: Neue Zeitschrift für Musik, 18. Juli 1844. Volltext: )

### Kompositionen
- Jauzet Gott, alle Lande (slowakisches Volkslied), um 1840.
- Psalm 92 (Wie der Hirsch schreit), um 1840.
- Zwölf deutsche Volkslieder für 4 Männerstimmen gesetzt, Oldenburg. 1846.